# Coronita de flores
"Coronita de flores" es el quinto sencillo del sexto álbum de estudio de Juan Luis Guerra, Areito, lanzado en 1993 por Karen Records. La canción fue escrita y producida por Juan Luis Guerra. El tema recibió críticas positivas debido a la estructura musical de cha-cha y bolero y fue nominado a Canción Tropical/Salsa del Año en los Premios Lo Nuestro de 1994.
La canción recibió un premio del Broadcast Music, Inc. (BMI) Latin Award en 1995. La canción fue un éxito comercial que alcanzó el puesto número 4 en las listas Billboard Hot Latin Tracks y Latin American Airplay de los EE. UU, además de alcanzar popularidad en el continente. La pista se incluyó en el álbum recopilatorio de Guerra Colección Romantica (2001).

## Lista de canciones
- España CD-Single (1993) [3]
  1. Coronita De Flores - 4:17
  2. El Costo De La Vida - 4:10

## Listas
| Listas (1993)               | Posición |
| --------------------------- | -------- |
| Chile Airplay (UPI)         | 5        |
| Hot Latin Songs (Billboard) | 4        |
| Uruguay Airplay (UPI)       | 7        |
| Venezuela Airplay (UPI)     | 2        |